# Pfarrkirche Schenkenfelden

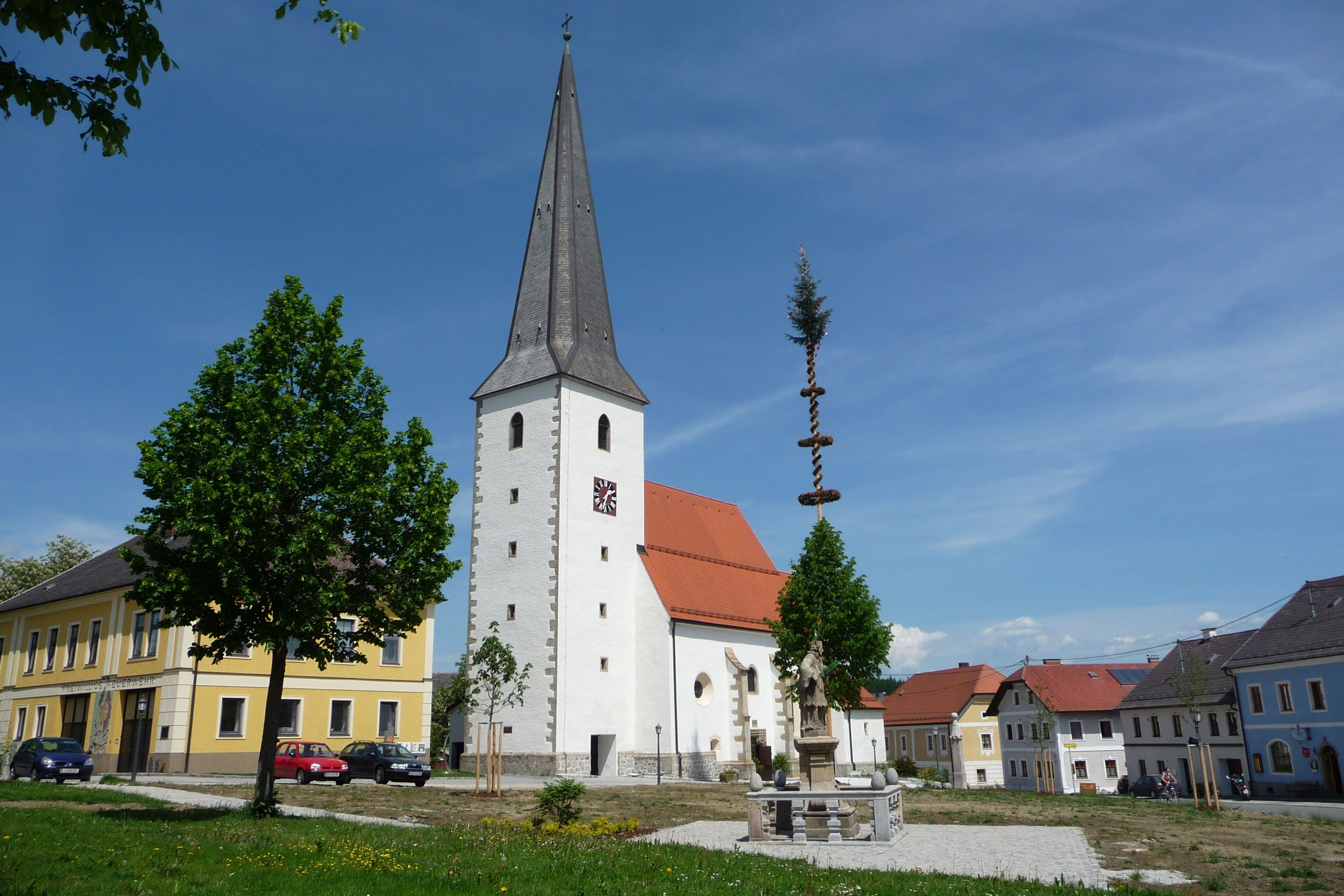
Pfarrkirche Schenkenfelden

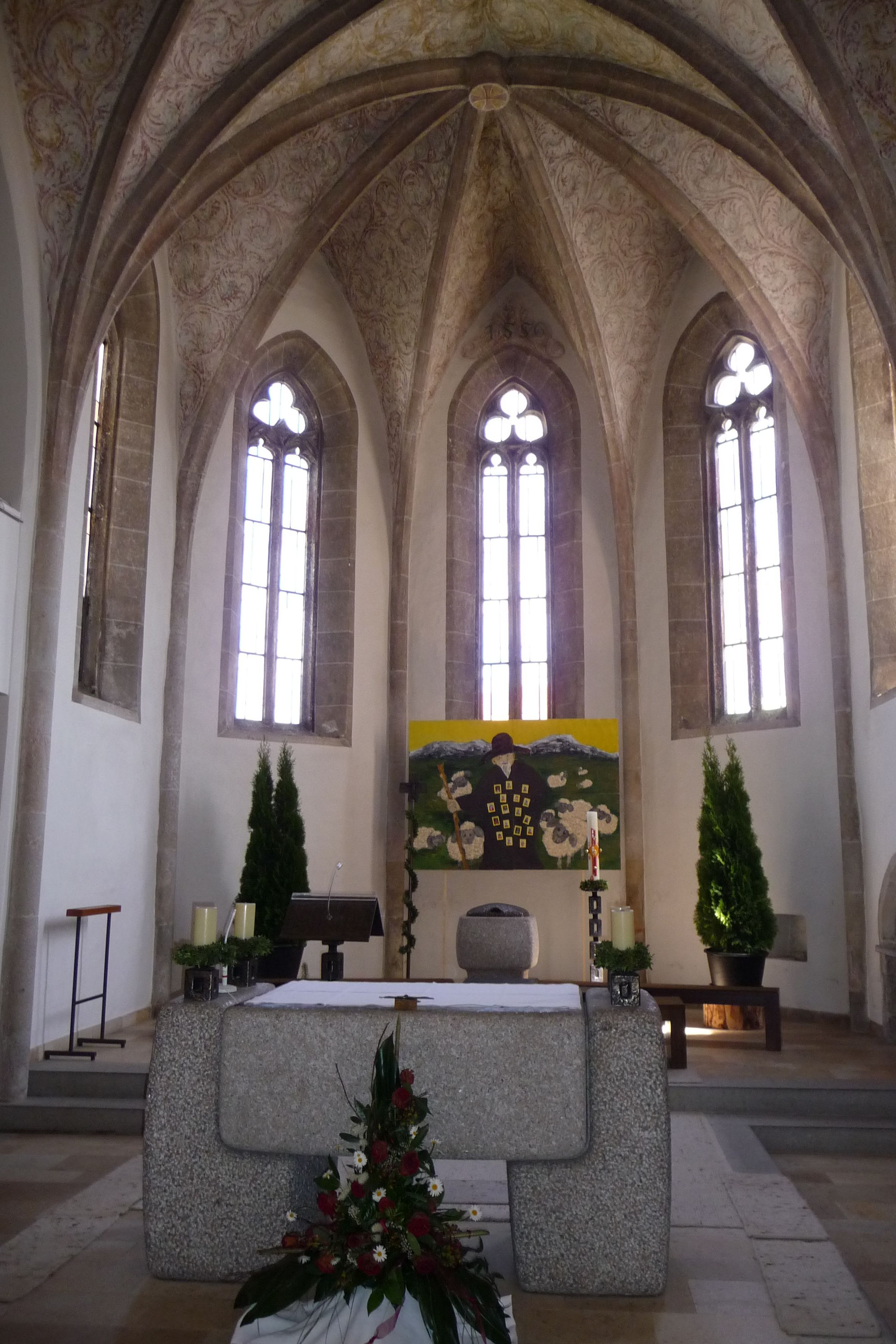
Volksaltar

Die römisch-katholische Pfarrkirche Schenkenfelden steht in der Marktgemeinde Schenkenfelden im Bezirk Urfahr-Umgebung in Oberösterreich. Die dem hl. Ägid geweihte Pfarrkirche gehört zum Dekanat Freistadt in der Diözese Linz. Die Kirche steht unter Denkmalschutz.

## Geschichte
Die Kirche wurde 1525 errichtet. Sie steht in der Mitte des Marktplatzes, der genau 100 × 100 Meter, also einen Hektar, misst. 1951 wurde sie durch einen Marktbrand schwer beschädigt und der ursprünglich barocke Turmhelm zerstört und anschließend der heutige Spitzhelm errichtet. 1967/68 erfolgte ein Umbau und es wurde die linke Seitenkapelle durch Anton Zemann angebaut.

## Architektur
Die überwiegend im Stil der Spätgotik errichtete Pfarrkirche geht auf einen ursprünglich romanischen Vorgängerbau zurück, dessen Langhaus im 16. Jahrhundert einem Neubau wich. Die zweischiffige, dreijochige Hallenkirche besitzt einen ungewöhnlich mächtigen 48 Meter hohen Spitzturm und einen eingezogenen, einjochigen Chor.

## Ausstattung
Die historistische Einrichtung wurde entfernt und in den 1980er Jahren durch einen Volksaltar aus böhmischem Granit ersetzt. Die Bronzetür (1997), der Kreuzweg (1985) und einige Figuren stammen von Peter Dimmel.